# Sur (Zwitserland)
Sur (Reto-Romaans: Sour) is een plaats en voormalige gemeente in het Zwitserse kanton Graubünden en maakt deel uit van het district Albula.
Sur telt 84 inwoners.

## Geschiedenis
In 2016 is de gemeente gefuseerd met de gemeente gemeenten Bivio, Cunter, Marmorera, Mulegns, Salouf, Savognin, Tinizong-Rona en Riom-Parsonz tot de gemeente Surses.